# Cymothoe magambae
Cymothoe magambae är en fjärilsart som beskrevs av D'abrera 1980. Cymothoe magambae ingår i släktet Cymothoe och familjen praktfjärilar. Inga underarter finns listade i Catalogue of Life.